# Indonesia Open 1994
L'Indonesia Open 1994 è un torneo di tennis giocato sul cemento. È la 2ª edizione del torneo, che fa parte della categoria Tier IV nell'ambito del WTA Tour 1994. Si è giocato al Gelora Senayan Stadium di Giacarta in Indonesia, dal 25 aprile al 1º maggio 1994.

## Campionesse

### Singolare
Yayuk Basuki ha battuto in finale  Florencia Labat con il punteggio di 6–4, 3–6, 7–6

### Doppio
Nicole Arendt /  Kristine Radford hanno battuto in finale  Kerry-Anne Guse /  Andrea Strnadová con il punteggio di 6–2, 6–2